# تیم فوتسال زنان مس رفسنجان
تیم فوتسال زنان مس رفسنجان یک تیم ایرانی فوتسال است که در حال حاضر در لیگ برتر فوتسال زنان ایران حضور دارد.
این تیم در گروه‌بندی مسابقات لیگ برتر فوتسال زنان فصل ۱۴۰۰ با تیم‌های پیکان تهران،‌ سایپا تهران، ملی حفاری اهواز، پارس آرا شیراز، کیمیای اسفراین، هیئت فوتبال اصفهان و نصر فردیس کرج در گروه دوم مرحله مقدماتی مسابقات قرار دارد.
این تیم از برجسته‌ترین باشگاه‌های فوتسال زنان در ایران و آسیا به‌شمار می‌رود.